# カスティーリャ・イ・レオン州
カスティーリャ・イ・レオン州（カスティーリャ・イ・レオンしゅう、Castilla y León、レオン語：Castiella y Llión、ガリシア語：Castela e León）は、スペインを構成する自治州。
北はアストゥリアス州とカンタブリア州、東はバスク州とラ・リオハ州とアラゴン州、南東はマドリード州とカスティーリャ＝ラ・マンチャ州、南はエストレマドゥーラ州、西はガリシア州とポルトガルに接している。
自治州の法には州都が定められていないが、バリャドリッドが州都の役割を果たしている。自治州政府はフンタ・デ・カスティーリャ・イ・レオン（Junta de Castilla y León）。

## 歴史
この州は中世のレオン王国とカスティーリャ王国の中心地だった地域で、19世紀にはレオン地方と旧カスティーリャ地方に分かれていた。1978年憲法で自治州制度が導入されると、州をどのように構成するかが問題になった。一県一州からラ・マンチャ地方を含む大カスティーリャ構想まで意見が分かれたが、最終的にレオン地方と旧カスティーリャ地方の県が一州にまとめられた。旧カスティーリャに含まれるカンタブリア（サンタンデール県）とラ・リオハ（ログローニョ県）は一県一州の州として分離した。

## 人口
| カスティーリャ・イ・レオン州の人口推移 1900－2010       |
|                                                         |
| 出典:INE（スペイン国立統計局）1900年 - 1991年、1996年 - |

## 県と都市
カスティーリャ・イ・レオン州は、9つの県によって構成される。県と県都の名前はすべて同名である。
| 県               | 県都           | 面積 （km²） | 人口 （人） | 人口密度 （人/km²） | 自治体数 |
| ---------------- | -------------- | ------------ | ----------- | ------------------- | -------- |
| アビラ県         | アビラ         | 8,049.92     | 171,680     | 21.33               | 248      |
| ブルゴス県       | ブルゴス       | 14,291.05    | 375,563     | 26.28               | 371      |
| レオン県         | レオン         | 15,580.83    | 500,169     | 32.10               | 211      |
| パレンシア県     | パレンシア     | 8,052.51     | 173,306     | 21.52               | 191      |
| サラマンカ県     | サラマンカ     | 12,349.95    | 354,608     | 28.71               | 362      |
| セゴビア県       | セゴビア       | 6,922.75     | 164,854     | 23.81               | 209      |
| ソリア県         | ソリア         | 10,307.17    | 95,101      | 9.23                | 183      |
| バリャドリッド県 | バリャドリッド | 8,110.49     | 532,575     | 65.66               | 225      |
| サモーラ県       | サモーラ       | 10,561.26    | 195,665     | 18.53               | 248      |
| 計               |                | 94,225.96    | 2,563,521   | 27.21               | 2,248    |

（2009年1月1日現在 出典：INE（スペイン国立統計局））

### 主な自治体
カスティーリャ・イ・レオン州の首都は公式には定められていないが、実質的にバリャドリッドがその機能を担っている。人口が上位の自治体は次のとおり。
| 順位 | 基礎自治体     | 県               | 人口 （2010年） |
| ---- | -------------- | ---------------- | --------------- |
| 1    | バリャドリッド | バリャドリッド県 | 315,522         |
| 2    | ブルゴス       | ブルゴス県       | 178,574         |
| 3    | サラマンカ     | サラマンカ県     | 154,462         |
| 4    | レオン         | レオン県         | 134,012         |
| 5    | パレンシア     | パレンシア県     | 82,169          |
| 6    | ポンフェラーダ | レオン県         | 68,767          |
| 7    | サモーラ       | サモーラ県       | 65,998          |
| 8    | アビラ         | アビラ県         | 58,245          |
| 9    | セゴビア       | セゴビア県       | 55,748          |
| 10   | ソリア         | ソリア県         | 39,838          |

レオンはレオン王国の都、ブルゴスはカスティーリャ王国の都であった。バリャドリッドは、スペイン王国の首都がマドリードに確定するまでしばしば首都の役割を果たしてきた。

## 政治
| 1.                                                | フアン・マヌエル・レオル・テハーダ       | 1978年7月22日 - 1980年7月12日  | UCD  | 初代州総評議会議長  |
| 2.                                                | ホセ・マヌエル・ガルシーア＝ベルドゥーゴ | 1980年7月12日 - 1983年5月25日  | UCD  | 第2代州総評議会議長 |
| 3.                                                | デメトリオ・マドリッ・ロペス             | 1983年5月25日 - 1986年11月18日 | PSOE | 初代自治州首相      |
| 4.                                                | ホセ・コンスタンティーノ・ナルダ         | 1986年11月18日 - 1987年7月27日 | PSOE | 第2代自治州首相     |
| 5.                                                | ホセ・マリア・アスナール                 | 1987年7月27日 - 1989年9月16日  | AP   | 第3代自治州首相     |
| 6.                                                | ホセ・マリーア・ポウサーダ・モレーノ     | 1989年9月16日 - 1991年7月5日   | PP   | 第4代自治州首相     |
| 7.                                                | フアン・ホセ・ルーカス・ヒメネス         | 1991年7月5日 - 2001年2月28日   | PP   | 第5代自治州首相     |
| 8.                                                | フアン・ビセンテ・エレーラ・カンポ       | 2001年3月15日 - 2019年7月12日  | PP   | 第6代自治州首相     |
| 9.                                                | アルフォンソ・フェルナンデス・マニュエコ | 2019年7月12日 -                | PP   | 第7代自治州首相     |
| 出典：Rulers.org - Spanish Autonomous communities |                                          |                                |      |                     |

### 州議会選挙
2011年5月22日に行われたカスティーリャ・イ・レオン自治州議会（Cortes de Castilla y León）選挙の結果は、カスティーリャ・イ・レオン国民党（Partido Popular de Castilla y León）が53議席、カスティーリャ・イ・レオン社会党（Partido Socialista de Castilla y León）29議席で、カスティーリャ・イ・レオン国民党代表のフアン・ビセンテ・エレーラ（Juan Vicente Herrera）がカスティーリャ・イ・レオン自治州首相（Presidente de la Junta de Castilla y León）に選出された。
| 2007年5月27日自治州選挙 |         |        |          |
| 政党                    | 得票数  | 得票率 | 獲得議席 |
| PP                      | 748,746 | 50.16% | 48       |
| PSOE                    | 574,596 | 38.50% | 33       |
| IU-LV-CyL               | 46,878  | 3.14%  | 0        |
| UPL                     | 40,781  | 2.73%  | 2        |
| C.I.                    | 16,435  | 1.10%  | 0        |
| TC-ACAL                 | 16,069  | 1.08%  | 0        |
| UPSa                    | 7,965   | 0.53%  | 0        |
| その他                  | 41,121  | 2.76%  | 0        |

| 2011年5月22日自治州選挙 |         |        |          |
| 政党                    | 得票数  | 得票率 | 獲得議席 |
| PP                      | 739,502 | 53.30% | 53       |
| PSOE                    | 425,777 | 30.69% | 29       |
| IU                      | 69,872  | 5.04%  | 1        |
| UPyD                    | 47,040  | 3.39%  | 0        |
| UPL                     | 26,660  | 1.92%  | 1        |
| PCAL                    | 13,537  | 0.98%  | 0        |
| PCAL-CI                 | 10,796  | 0.78%  | 0        |
| その他                  | 54,220  | 3.91%  | 0        |

## 教育
州内にある高等教育機関
公立
- ブルゴス大学（Universidad de Burgos）
- レオン大学（Universidad de León）
- サラマンカ大学（Universidad de Salamanca）
- バリャドリッド大学（Universidad de Valladolid）
- 国立通信教育大学（Universidad Nacional de Educación a Distancia）

私立
- 経営研究大学（Instituto de Empresa Universidad (Segovia)）
- アビラ・サンタ・テレサ・デ・ヘスス・カトリック大学（Universidad Católica Santa Teresa de Jesús de Ávila）
- ミゲル・デ・セルバンテス・ヨーロッパ大学（Universidad Europea Miguel de Cervantes (Valladolid)）
- サラマンカ・ポンティフィシア大学（Universidad Pontificia de Salamanca）

## 世界遺産
カスティーリャ・イ・レオン州にはサンティアゴ・デ・コンポステーラの巡礼路が通っているほかに、次の物件が世界遺産に登録されている。
- ブルゴス大聖堂
- アビラ旧市街と市壁外の教会群
- セゴビア旧市街と水道橋
- サラマンカの旧市街
- ラス・メドゥラス - レオン県にある古代ローマの鉱山跡。
- アタプエルカの考古遺跡 - ブルゴス県にある遺跡。ヨーロッパ最古の化石人類ホモ・アンテセッサーの化石が発見された。

## 言語
スペイン語（カスティーリャ語）が主要な言語であるが、レオン、サモーラの各県ではレオン語やガリシア語も使われており、バスク州アラバ県内にあるブルゴス県の飛び地トレビーニョではバスク語が話される。

## ギャラリー

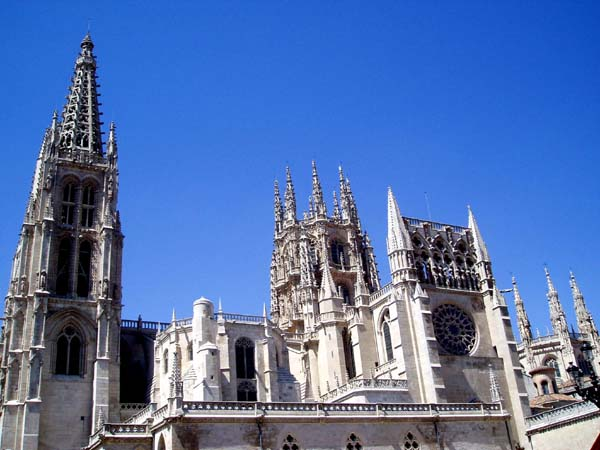
ブルゴスの大聖堂
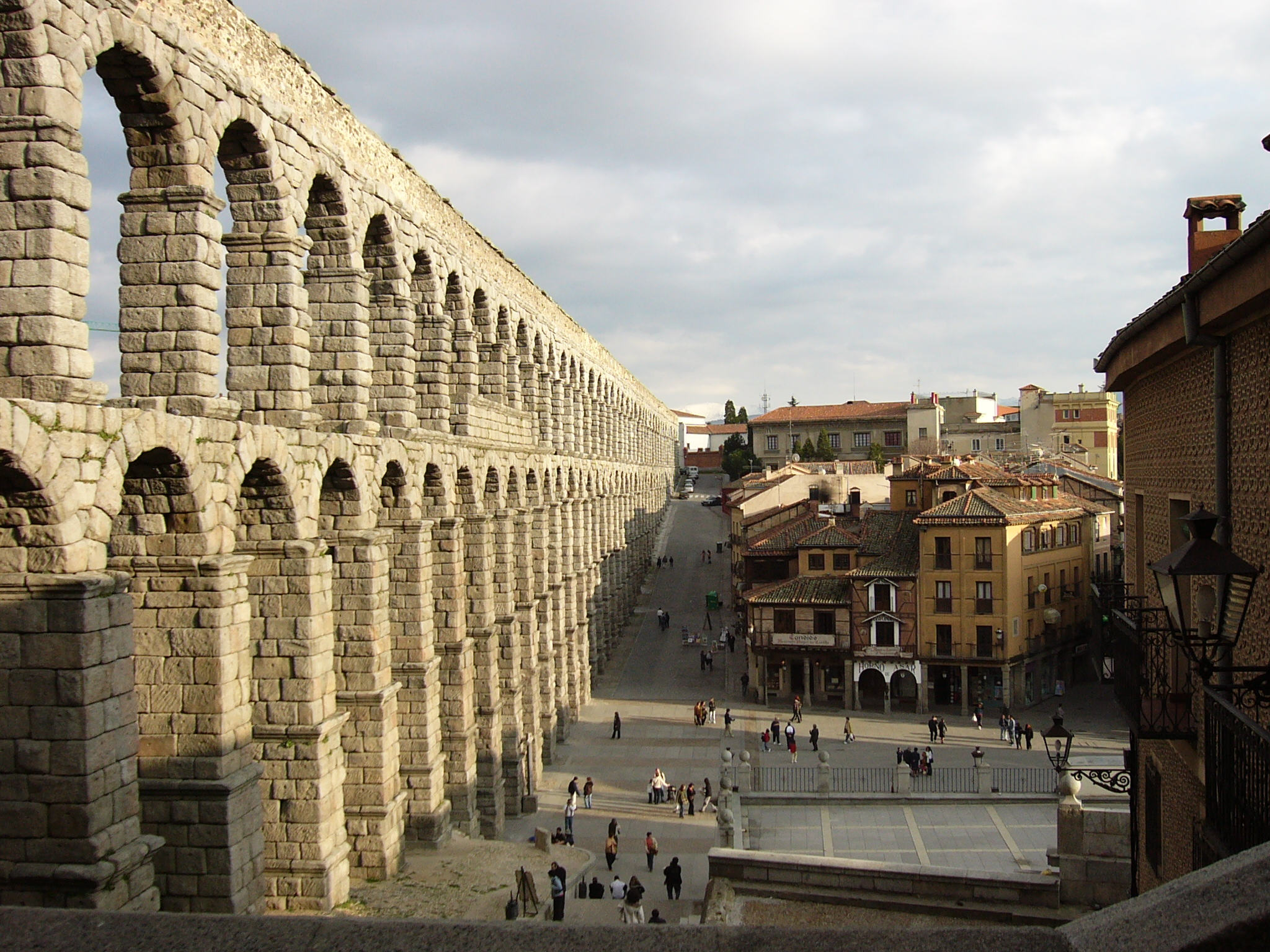
セゴビアの水道橋
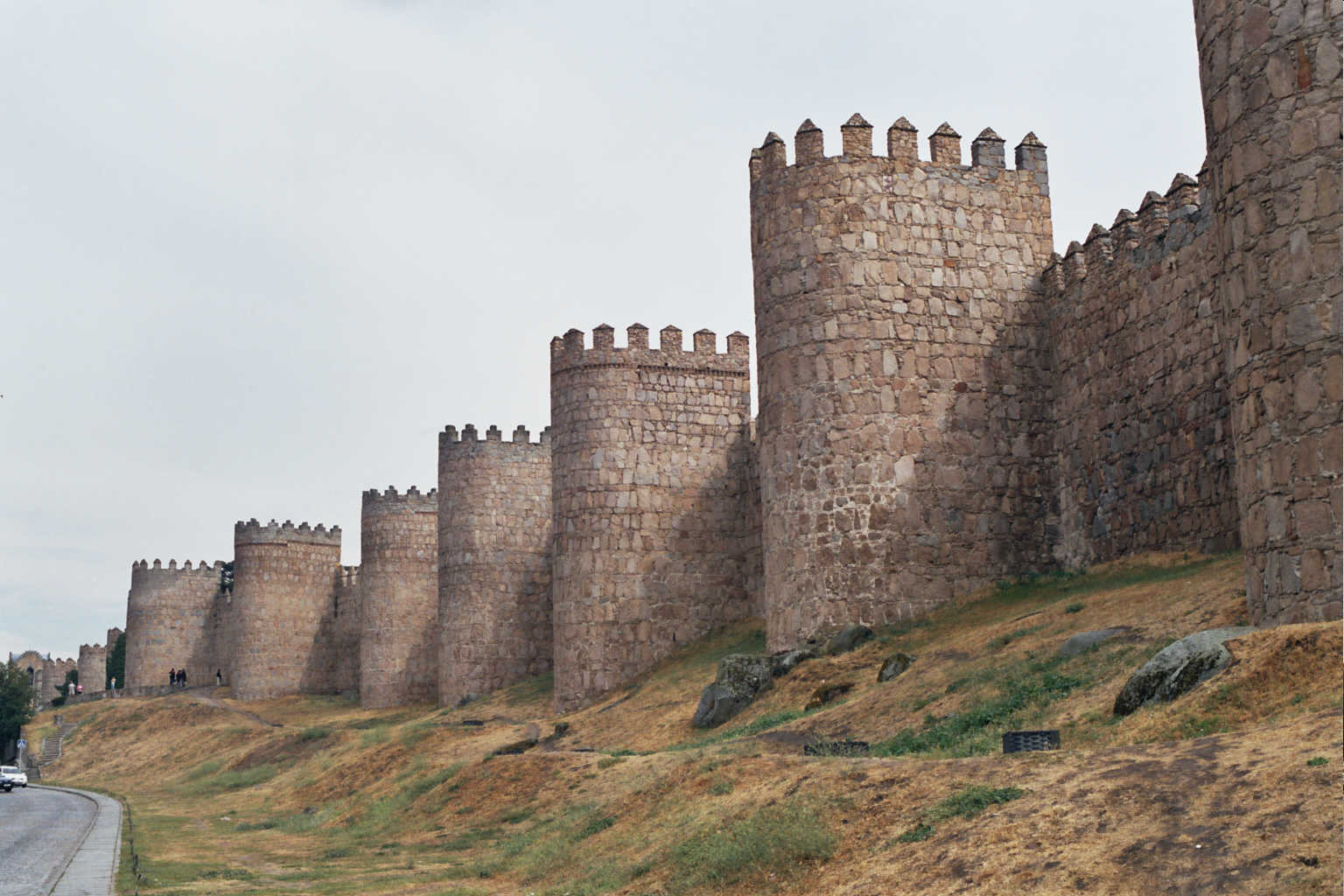
アビラの市壁
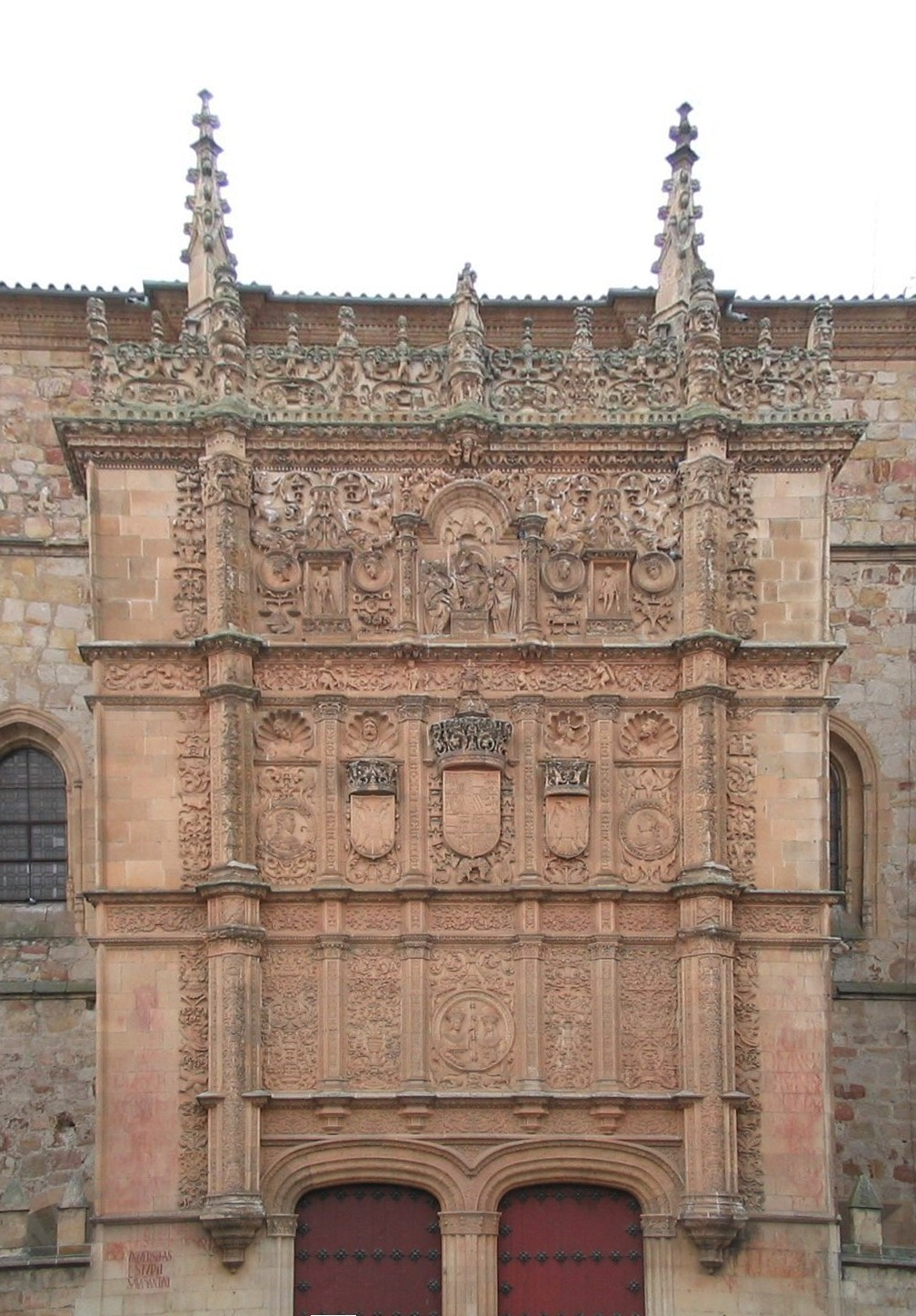
サラマンカ大学
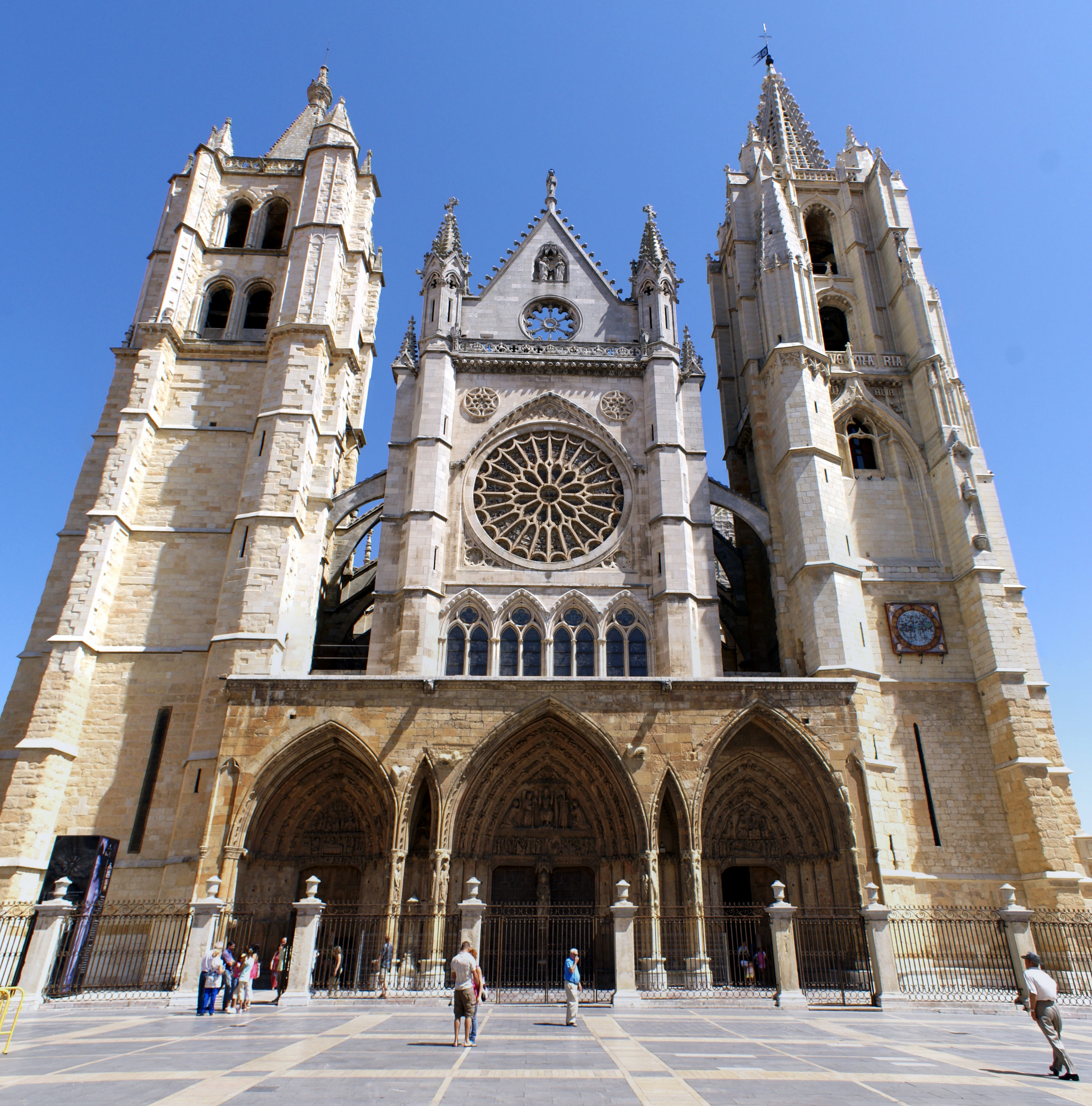
レオン大聖堂のファサード
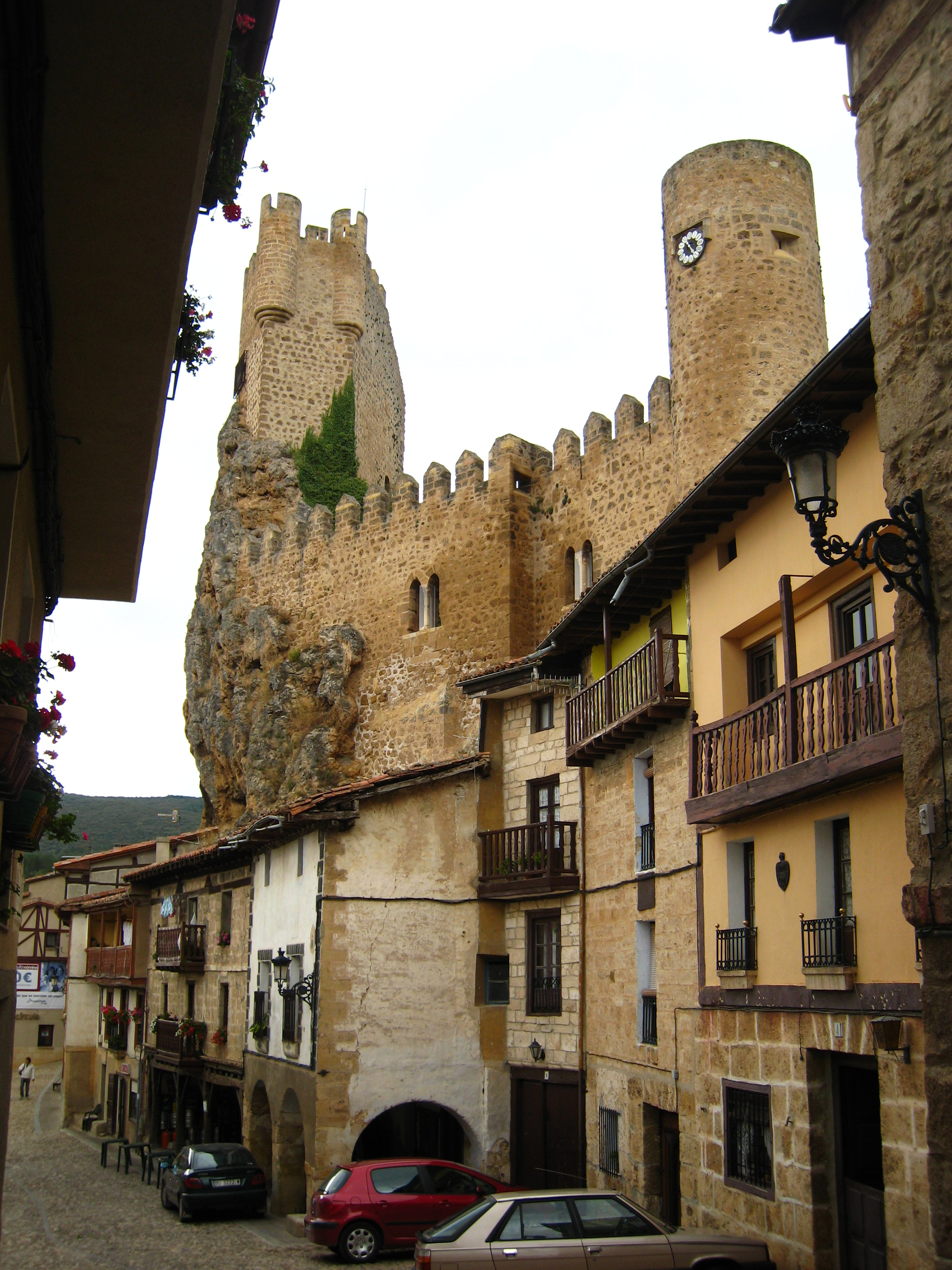
フリーアス城（フリーアス）
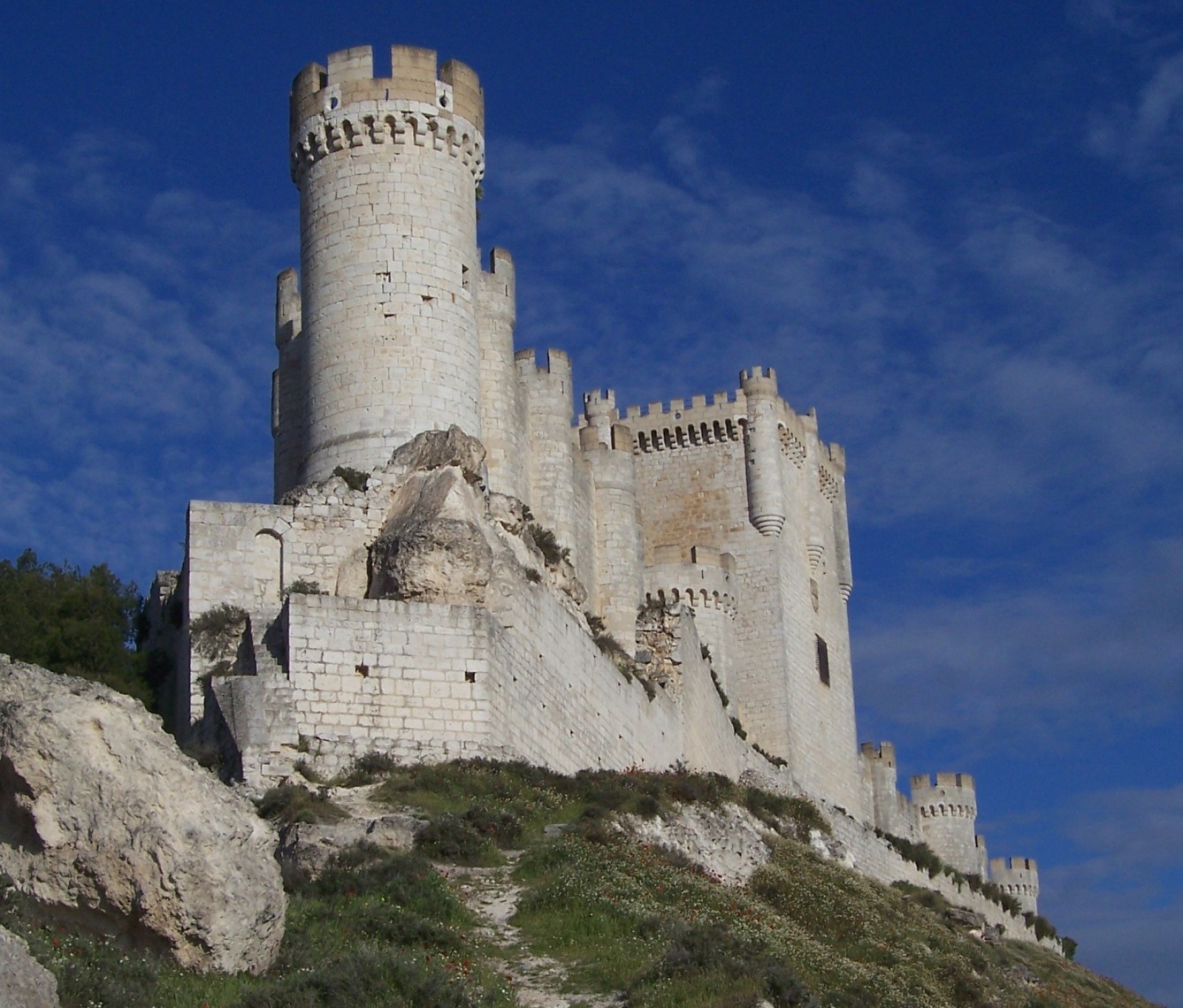
ペニャフィエル城（ペニャフィエル）
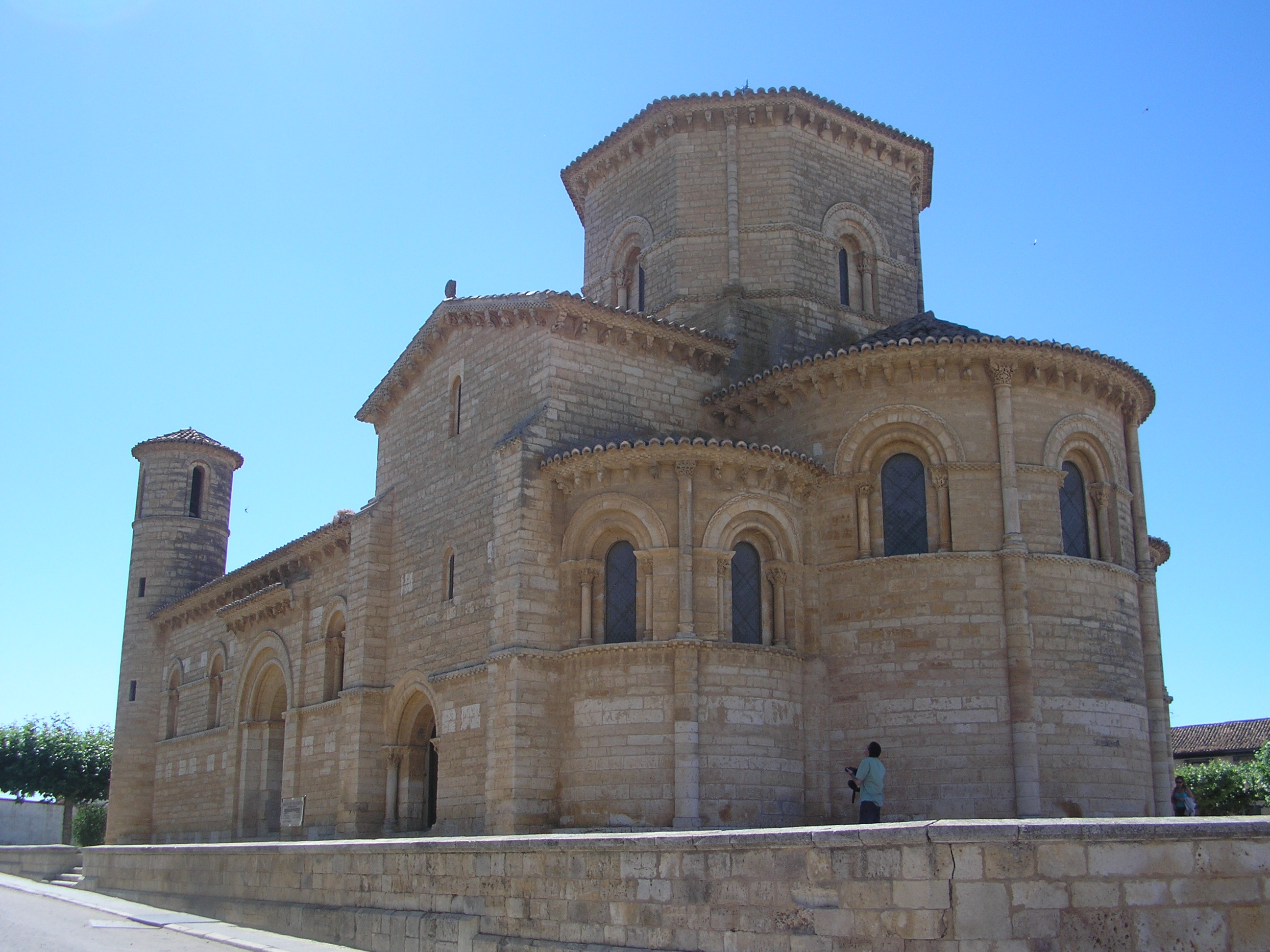
サン・マルティン・デ・フロミスタ教会（フロミスタ）